# روسيكلي بيريرا دا سيلفا
روسيكلي بيريرا دا سيلفا (بالبرتغالية: Rosicley Pereira da Silva‏) (22 أبريل 1993 في البرازيل - ) هو لاعب كرة قدم برازيلي في مركز الجناح. لعب مع نادي فلامنغو ونادي الفيصلي السعودي.

## روابط خارجية
- روسيكلي بيريرا دا سيلفا على موقع قاعدة بيانات كرة القدم.إي يو (الإنجليزية)
- روسيكلي بيريرا دا سيلفا على موقع Soccerway.com (الإنجليزية)